# فولتا سان خوان 2023
فولتا سان خوان 2023 (بالإسبانية: Vuelta a San Juan 2023)‏ هو سباق دراجات هوائية من فئة  2.1، وهو الموسم التاسع والثلاثين من فولتا سان خوان، وأقيم خلال الفترة من 22 يناير 2023، وحتى 29 يناير 2023 ضمن سباقات سلسلة سباقات الاتحاد الدولي للدراجات للمحترفين 2023.
فاز بالمركز الأول ميغل أنغل لوبز، وفاز بالمركز الثاني فيليبو غانا، وفاز بالمركز الثالث سيرجيو هيغويتا، وفاز في تصنيف الجبال Manuele Tarozzi ‏، وفاز في ترتيب الفرق فريق إنيوس 2023 ‏، وفاز في ترتيب النقاط للشباب Matthew Riccitello ‏.

## الفرق
| فرق عالمية (7)- Astana Qazaqstan Team - Trek-Segafredo - Soudal Quick-Step - Team DSM - Ineos Grenadiers - Movistar Team - Bora-Hansgrohe فرق برو (5)- فريق إيولو كوميت لركوب الدراجات 2023 ‏ - Green Project-Bardiani CSF-Faizanè - Israel-Premier Tech - Team Solution Tech–Vini Fantini ‏ - TotalEnergies فرق قارية (10)- ميديلين ‏ - ترانسبورتيس بويرتاس دي كويو ‏ - Panamá es Cultura y Valores ‏ - Team Banco Guayaquil–Bianchi ‏ - سينديكاتو دي إمبليدوس بوبليكوس دي سان خوان ‏ - Agrupación Virgen de Fátima–San Juan Biker Motos ‏ - مونيسيباليداد دي بوسيتو ‏ - مونيسيباليداد دي روسون-سوموس تودوس ‏ - AP Hotels & Resorts–Tavira–SC Farense ‏ - Gremios por el Deporte-Cutral Có ‏ فرق وطنية (4)- فريق الأرجنتين لركوب الدراجات للرجال‏ - فريق إيطاليا لركوب الدراجات للرجال‏ - فريق تشيلي لركوب الدراجات للرجال‏ - فريق الأوروغواي لركوب الدراجات للرجال‏ |  |
| |  |

## المراحل
| قائمة المراحل | قائمة المراحل | قائمة المراحل                                             | قائمة المراحل | قائمة المراحل | قائمة المراحل   | قائمة المراحل   |
| المرحلة       | التاريخ       | الدورة                                                    |               | المسافة (كم)  | الفائز بالمرحلة | القائد العام    |
| ------------- | ------------- | --------------------------------------------------------- | ------------- | ------------- | --------------- | --------------- |
| المرحلة 1     | 22 يناير      | سان خوان، الأرجنتين – سان خوان، الأرجنتين                 | مرحلة مستوية  | 143٫9         | سام بينيت       | سام بينيت       |
| المرحلة 2     | 23 يناير      | Villa San Agustín ‏ – San José de Jáchal ‏                  | مرحلة مستوية  | 201٫1         | فابيو جاكوبسن   | سام بينيت       |
| المرحلة 3     | 24 يناير      | Circuito San Juan Villicum ‏ – Circuito San Juan Villicum ‏ | مرحلة مستوية  | 170٫9         | كوين سيمونز     | سام بينيت       |
| المرحلة 4     | 25 يناير      | Circuito San Juan Villicum ‏ – Barreal ‏                    | مرحلة متوسطة  | 196٫5         | فرناندو جافيريا | فرناندو جافيريا |
| المرحلة 5     | 27 يناير      | Chimbas ‏ – Alto del Colorado ‏                             | مرحلة جبلية   | 173٫7         | ميغل أنغل لوبز  | ميغل أنغل لوبز  |
| المرحلة 6     | 28 يناير      | سان خوان، الأرجنتين – سان خوان، الأرجنتين                 | مرحلة مستوية  | 144٫9         | سام ويلسفورد    | ميغل أنغل لوبز  |
| المرحلة 7     | 29 يناير      | سان خوان، الأرجنتين – سان خوان، الأرجنتين                 | مرحلة مستوية  | 112٫7         | سام ويلسفورد    | ميغل أنغل لوبز  |

## النتيجة

### مرحلة 1
هي مرحلة مستوية، أقيمت في 22 يناير 2023، وامتدّت لمسافة 143.9 كيلومتر. فاز بالمركز الأول، وتصدر الترتيب العام في نهاية المرحلة سام بينيت، وتصدر ترتيب التسلق Christofer Jurado ‏، وتصدر ترتيب الفرق بورا–هانسغروه 2023 ‏، وتصدر ترتيب النقاط للشباب Tobias Lund Andresen ‏.
| التصنيف العام         | التصنيف العام      | التصنيف العام                      | التصنيف العام | التصنيف العام |
| العداء                | العداء             | الفريق                             | الوقت         |               |
| --------------------- | ------------------ | ---------------------------------- | ------------- | ------------- |
| 1                     | سام بينيت          | بورا هانسغروه                      | 3 س 19 د 06 ث |               |
| 2                     | مايكل موركوف       | Soudal Quick-Step                  | + 4 ث         |               |
| 3                     | جياكومو نيزولو     | Israel-Premier Tech                | + 6 ث         |               |
| 4                     | داني فان بوبيل     | بورا هانسغروه                      | + 10 ث        |               |
| 5                     | Gleb Syritsa ‏      | Astana Qazaqstan Team              | + 10 ث        |               |
| 6                     | إيليا فيفياني      | Ineos Grenadiers                   | + 10 ث        |               |
| 7                     | بيتر ساغان         | TotalEnergies                      | + 10 ث        |               |
| 8                     | جوناتان نارفيز     | Ineos Grenadiers                   | + 10 ث        |               |
| 9                     | Enrico Zanoncello ‏ | Green Project-Bardiani CSF-Faizanè | + 10 ث        |               |
| 10                    | أتيليو فيفياني ‏    | Team Solution Tech–Vini Fantini ‏   | + 10 ث        |               |
|                       |                    |                                    |               |               |
| مصدر: ProCyclingStats |                    |                                    |               |               |

### مرحلة 2
هي مرحلة مستوية، أقيمت في 23 يناير 2023، وامتدّت لمسافة 201.1 كيلومتر. فاز بالمركز الأول فابيو جاكوبسن، وتصدر ترتيب الفرق سنويب 2022 ‏، وتصدر ترتيب التسلق Tomás Contte ‏، وتصدر الترتيب العام في نهاية المرحلة سام بينيت، وتصدر ترتيب النقاط للشباب Tobias Lund Andresen ‏.
| التصنيف العام         | التصنيف العام       | التصنيف العام       | التصنيف العام | التصنيف العام |
| العداء                | العداء              | الفريق              | الوقت         |               |
| --------------------- | ------------------- | ------------------- | ------------- | ------------- |
| 1                     | سام بينيت           | بورا هانسغروه       | 7 س 41 د 28 ث |               |
| 2                     | فابيو جاكوبسن       | Soudal Quick-Step   | + 0 ث         |               |
| 3                     | فرناندو جافيريا     | موفيستار            | + 4 ث         |               |
| 4                     | مايكل موركوف        | Soudal Quick-Step   | + 4 ث         |               |
| 5                     | جياكومو نيزولو      | Israel-Premier Tech | + 6 ث         |               |
| 6                     | جون ابرستوري        | تريك سيغافريدو      | + 6 ث         |               |
| 7                     | أوسكار سبييا ريبيرا | ميديلين ‏            | + 6 ث         |               |
| 8                     | إيليا فيفياني       | Ineos Grenadiers    | + 10 ث        |               |
| 9                     | بيتر ساغان          | TotalEnergies       | + 10 ث        |               |
| 10                    | داني فان بوبيل      | بورا هانسغروه       | + 10 ث        |               |
|                       |                     |                     |               |               |
| مصدر: ProCyclingStats |                     |                     |               |               |

### مرحلة 3
هي مرحلة مستوية، أقيمت في 24 يناير 2023، وامتدّت لمسافة 170.9 كيلومتر. فاز بالمركز الأول كوين سيمونز، وتصدر ترتيب الفرق بورا–هانسغروه 2023 ‏، وتصدر ترتيب التسلق Tomás Contte ‏، وتصدر الترتيب العام في نهاية المرحلة سام بينيت، وتصدر ترتيب النقاط للشباب Tobias Lund Andresen ‏.
| التصنيف العام         | التصنيف العام         | التصنيف العام                    | التصنيف العام  | التصنيف العام |
| العداء                | العداء                | الفريق                           | الوقت          |               |
| --------------------- | --------------------- | -------------------------------- | -------------- | ------------- |
| 1                     | سام بينيت             | بورا هانسغروه                    | 11 س 30 د 54 ث |               |
| 2                     | فابيو جاكوبسن         | Soudal Quick-Step                | + 6 ث          |               |
| 3                     | فرناندو جافيريا       | موفيستار                         | + 8 ث          |               |
| 4                     | جياكومو نيزولو        | Israel-Premier Tech              | + 10 ث         |               |
| 5                     | بيتر ساغان            | TotalEnergies                    | + 14 ث         |               |
| 6                     | داني فان بوبيل        | بورا هانسغروه                    | + 14 ث         |               |
| 7                     | Tobias Lund Andresen ‏ | Team DSM                         | + 14 ث         |               |
| 8                     | Nicolás Tivani ‏       | Team Solution Tech–Vini Fantini ‏ | + 14 ث         |               |
| 9                     | دانيال أوس            | TotalEnergies                    | + 14 ث         |               |
| 10                    | يفيس لامارت           | Soudal Quick-Step                | + 14 ث         |               |
|                       |                       |                                  |                |               |
| مصدر: ProCyclingStats |                       |                                  |                |               |

### مرحلة 4
هي مرحلة جبلية متوسطة، أقيمت في 25 يناير 2023، وامتدّت لمسافة 196.5 كيلومتر. فاز بالمركز الأول، وتصدر الترتيب العام في نهاية المرحلة فرناندو جافيريا، وتصدر ترتيب التسلق Manuele Tarozzi ‏، وتصدر ترتيب النقاط للشباب Tobias Lund Andresen ‏، وتصدر ترتيب الفرق توتال إنرجيز 2023 ‏.
| التصنيف العام         | التصنيف العام         | التصنيف العام                               | التصنيف العام  | التصنيف العام |
| العداء                | العداء                | الفريق                                      | الوقت          |               |
| --------------------- | --------------------- | ------------------------------------------- | -------------- | ------------- |
| 1                     | فرناندو جافيريا       | موفيستار                                    | 16 س 06 د 19 ث |               |
| 2                     | بيتر ساغان            | TotalEnergies                               | + 10 ث         |               |
| 3                     | Juan Pablo Dotti ‏     | سينديكاتو دي إمبليدوس بوبليكوس دي سان خوان ‏ | + 13 ث         |               |
| 4                     | فيليبو غانا           | Ineos Grenadiers                            | + 14 ث         |               |
| 5                     | Nicolás Tivani ‏       | Team Solution Tech–Vini Fantini ‏            | + 16 ث         |               |
| 6                     | Tobias Lund Andresen ‏ | Team DSM                                    | + 16 ث         |               |
| 7                     | دانيال أوس            | TotalEnergies                               | + 16 ث         |               |
| 8                     | يفيس لامارت           | Soudal Quick-Step                           | + 16 ث         |               |
| 9                     | Mathias Vacek ‏        | تريك سيغافريدو                              | + 16 ث         |               |
| 10                    | أوسكار سبييا ريبيرا   | ميديلين ‏                                    | + 16 ث         |               |
|                       |                       |                                             |                |               |
| مصدر: ProCyclingStats |                       |                                             |                |               |

### مرحلة 5
هي مرحلة جبلية، أقيمت في 27 يناير 2023، وامتدّت لمسافة 173.7 كيلومتر. فاز بالمركز الأول، وتصدر الترتيب العام في نهاية المرحلة ميغل أنغل لوبز، وتصدر ترتيب التسلق Manuele Tarozzi ‏، وتصدر ترتيب الفرق فريق إنيوس 2023 ‏، وتصدر ترتيب النقاط للشباب Matthew Riccitello ‏.
| التصنيف العام         | التصنيف العام       | التصنيف العام                               | التصنيف العام  | التصنيف العام |
| العداء                | العداء              | الفريق                                      | الوقت          |               |
| --------------------- | ------------------- | ------------------------------------------- | -------------- | ------------- |
| 1                     | ميغل أنغل لوبز      | ميديلين ‏                                    | 20 س 13 د 37 ث |               |
| 2                     | فيليبو غانا         | Ineos Grenadiers                            | + 30 ث         |               |
| 3                     | سيرجيو هيغويتا      | بورا هانسغروه                               | + 44 ث         |               |
| 4                     | إيغان بيرنال        | Ineos Grenadiers                            | + 50 ث         |               |
| 5                     | إينر روبيو          | موفيستار                                    | + 50 ث         |               |
| 6                     | براندون ريفيرا ‏     | Ineos Grenadiers                            | + 1 د 01 ث     |               |
| 7                     | نيكولاس باريديس     | سينديكاتو دي إمبليدوس بوبليكوس دي سان خوان ‏ | + 1 د 19 ث     |               |
| 8                     | رمكو أفينبول        | Soudal Quick-Step                           | + 1 د 19 ث     |               |
| 9                     | Kevin Vermaerke ‏    | Team DSM                                    | + 1 د 30 ث     |               |
| 10                    | Matthew Riccitello ‏ | Israel-Premier Tech                         | + 1 د 41 ث     |               |
|                       |                     |                                             |                |               |
| مصدر: ProCyclingStats |                     |                                             |                |               |

### مرحلة 6
هي مرحلة مستوية، أقيمت في 28 يناير 2023، وامتدّت لمسافة 144.9 كيلومتر. فاز بالمركز الأول سام ويلسفورد، وتصدر ترتيب النقاط للشباب Matthew Riccitello ‏، وتصدر الترتيب العام في نهاية المرحلة ميغل أنغل لوبز، وتصدر ترتيب الفرق فريق إنيوس 2023 ‏، وتصدر ترتيب التسلق Manuele Tarozzi ‏.
| التصنيف العام         | التصنيف العام       | التصنيف العام                               | التصنيف العام  | التصنيف العام |
| العداء                | العداء              | الفريق                                      | الوقت          |               |
| --------------------- | ------------------- | ------------------------------------------- | -------------- | ------------- |
| 1                     | ميغل أنغل لوبز      | ميديلين ‏                                    | 23 س 17 د 16 ث |               |
| 2                     | فيليبو غانا         | Ineos Grenadiers                            | + 30 ث         |               |
| 3                     | سيرجيو هيغويتا      | بورا هانسغروه                               | + 44 ث         |               |
| 4                     | إينر روبيو          | موفيستار                                    | + 50 ث         |               |
| 5                     | براندون ريفيرا ‏     | Ineos Grenadiers                            | + 1 د 01 ث     |               |
| 6                     | نيكولاس باريديس     | سينديكاتو دي إمبليدوس بوبليكوس دي سان خوان ‏ | + 1 د 19 ث     |               |
| 7                     | رمكو أفينبول        | Soudal Quick-Step                           | + 1 د 19 ث     |               |
| 8                     | Kevin Vermaerke ‏    | Team DSM                                    | + 1 د 30 ث     |               |
| 9                     | Matthew Riccitello ‏ | Israel-Premier Tech                         | + 1 د 41 ث     |               |
| 10                    | كوين سيمونز         | تريك سيغافريدو                              | + 1 د 46 ث     |               |
|                       |                     |                                             |                |               |
| مصدر: ProCyclingStats |                     |                                             |                |               |

### مرحلة 7
هي مرحلة أقيمت في 29 يناير 2023، وامتدّت لمسافة 112.7 كيلومتر. فاز بالمركز الأول سام ويلسفورد، وتصدر ترتيب النقاط للشباب Matthew Riccitello ‏، وتصدر الترتيب العام في نهاية المرحلة ميغل أنغل لوبز، وتصدر ترتيب الفرق فريق إنيوس 2023 ‏، وتصدر ترتيب التسلق Manuele Tarozzi ‏.

## المشاركون
| Soudal Quick-Step SOQ | Soudal Quick-Step SOQ | Soudal Quick-Step SOQ |
| --------------------- | --------------------- | --------------------- |
| م                     | عداء                  | مرتبة                 |
| 1                     | رمكو أفينبول (طريق)   | 7                     |
| 2                     | جان هيرت              | 40                    |
| 3                     | فابيو جاكوبسن (طريق)  | 88                    |
| 4                     | يفيس لامارت           | 20                    |
| 5                     | مايكل موركوف          | 89                    |
| 6                     | بيتر سيري             | 62                    |

| Bora-Hansgrohe BOH | Bora-Hansgrohe BOH    | Bora-Hansgrohe BOH |
| ------------------ | --------------------- | ------------------ |
| م                  | عداء                  | مرتبة              |
| 11                 | سام بينيت             | 81                 |
| 12                 | سيرجيو هيغويتا (طريق) | 2                  |
| 13                 | يوناس كوخ             | 48                 |
| 14                 | Florian Lipowitz ‏     | 58                 |
| 15                 | ريان مولين            | 61                 |
| 16                 | داني فان بوبيل        | 60                 |

| Trek-Segafredo TFS | Trek-Segafredo TFS | Trek-Segafredo TFS |
| ------------------ | ------------------ | ------------------ |
| م                  | عداء               | مرتبة              |
| 21                 | جون ابرستوري       | 72                 |
| 22                 | داريو كاتالدو      | 77                 |
| 24                 | كوين سيمونز        | 10                 |
| 25                 | Antwan Tolhoek ‏    | 26                 |
| 26                 | Mathias Vacek ‏     | 29                 |

| Astana Qazaqstan Team AST | Astana Qazaqstan Team AST | Astana Qazaqstan Team AST |
| ------------------------- | ------------------------- | ------------------------- |
| م                         | عداء                      | مرتبة                     |
| 31                        | Gleb Syritsa ‏             | 98                        |
| 32                        | Yuriy Natarov ‏            | 27                        |
| 33                        | Harold Tejada ‏            | 18                        |
| 34                        | يفغيني جيديتش             | 87                        |
| 35                        | Harold Martín López ‏      | 38                        |
| 36                        | أندري زيتز                | 31                        |

| Movistar Team MOV | Movistar Team MOV       | Movistar Team MOV |
| ----------------- | ----------------------- | ----------------- |
| م                 | عداء                    | مرتبة             |
| 41                | فرناندو جافيريا         | 56                |
| 42                | Abner González ‏         | 17                |
| 43                | Oier Lazkano ‏           | 13                |
| 44                | Vinícius Rangel ‏ (طريق) | 46                |
| 45                | إينر روبيو              | 3                 |
| 46                | ألبرت توريس             | 45                |

| Team DSM DSM | Team DSM DSM             | Team DSM DSM |
| ------------ | ------------------------ | ------------ |
| م            | عداء                     | مرتبة        |
| 51           | Tobias Lund Andresen ‏    | 42           |
| 52           | Marco Brenner ‏           | 39           |
| 53           | Jonas Iversby Hvideberg ‏ | 41           |
| 54           | Niklas Märkl ‏            | 37           |
| 55           | Kevin Vermaerke ‏         | 8            |
| 56           | سام ويلسفورد             | 90           |

| Ineos Grenadiers IGD | Ineos Grenadiers IGD | Ineos Grenadiers IGD |
| -------------------- | -------------------- | -------------------- |
| م                    | عداء                 | مرتبة                |
| 61                   | إيغان بيرنال         | لم يكمل السباق-6     |
| 62                   | فيليبو غانا          | 1                    |
| 63                   | جوناتان نارفيز       | لم يكمل السباق-2     |
| 64                   | دانييل مارتينيز      | 25                   |
| 65                   | براندون ريفيرا ‏      | 5                    |
| 66                   | إيليا فيفياني        | 84                   |

| Israel-Premier Tech IPT | Israel-Premier Tech IPT | Israel-Premier Tech IPT |
| ----------------------- | ----------------------- | ----------------------- |
| م                       | عداء                    | مرتبة                   |
| 71                      | Marco Frigo ‏            | 19                      |
| 72                      | جياكومو نيزولو          | 67                      |
| 73                      | Jens Reynders ‏          | 73                      |
| 74                      | Matthew Riccitello ‏     | 9                       |
| 75                      | ستيفن وليامز            | لم يبدأ-4               |
| 76                      | ريك تسابل               | 70                      |

| إيولو كوميت ‏ EOK | إيولو كوميت ‏ EOK     | إيولو كوميت ‏ EOK |
| ---------------- | -------------------- | ---------------- |
| م                | عداء                 | مرتبة            |
| 81               | Davide Bais ‏         | 93               |
| 82               | بيترو بيفيلاكوا      | 85               |
| 83               | Erik Fetter ‏         | 32               |
| 84               | Giovanni Lonardi ‏    | 75               |
| 85               | Simone Raccani ‏      | 97               |
| 86               | Diego Pablo Sevilla ‏ | 44               |

| Green Project-Bardiani CSF-Faizanè BCF | Green Project-Bardiani CSF-Faizanè BCF | Green Project-Bardiani CSF-Faizanè BCF |
| -------------------------------------- | -------------------------------------- | -------------------------------------- |
| م                                      | عداء                                   | مرتبة                                  |
| 91                                     | Iker Bonillo ‏                          | 69                                     |
| 92                                     | Filippo Magli ‏                         | 23                                     |
| 93                                     | Mattia Petrucci ‏                       | 30                                     |
| 94                                     | Alessandro Santaromita ‏                | 53                                     |
| 95                                     | Manuele Tarozzi ‏                       | 33                                     |
| 96                                     | Enrico Zanoncello ‏                     | 68                                     |

| Team Solution Tech–Vini Fantini ‏ COR | Team Solution Tech–Vini Fantini ‏ COR | Team Solution Tech–Vini Fantini ‏ COR |
| ------------------------------------ | ------------------------------------ | ------------------------------------ |
| م                                    | عداء                                 | مرتبة                                |
| 101                                  | أتيليو فيفياني ‏                      | 74                                   |
| 102                                  | Stefano Gandin ‏                      | 65                                   |
| 103                                  | Alexander Konychev ‏                  | 34                                   |
| 104                                  | Veljko Stojnić ‏                      | لم يكمل السباق-2                     |
| 105                                  | Charlie Quarterman ‏                  | لم يكمل السباق-2                     |
| 106                                  | Nicolás Tivani ‏                      | 12                                   |

| AP Hotels & Resorts–Tavira–SC Farense ‏ ATF | AP Hotels & Resorts–Tavira–SC Farense ‏ ATF | AP Hotels & Resorts–Tavira–SC Farense ‏ ATF |
| ------------------------------------------ | ------------------------------------------ | ------------------------------------------ |
| م                                          | عداء                                       | مرتبة                                      |
| 111                                        | ديليو فرنانديز كروز                        | 52                                         |
| 112                                        | Álvaro Trueba ‏                             | لم يكمل السباق-2                           |
| 113                                        | Venceslau Fernandes ‏                       | 55                                         |
| 114                                        | Rúben Simão‏                                | 92                                         |
| 115                                        | Rafael Lourenço ‏                           | 66                                         |
| 116                                        | كارلوس سالغيرو ‏                            | 78                                         |

| TotalEnergies TEN | TotalEnergies TEN | TotalEnergies TEN |
| ----------------- | ----------------- | ----------------- |
| م                 | عداء              | مرتبة             |
| 121               | ماسيج بودنار      | 80                |
| 122               | Steff Cras ‏       | 15                |
| 123               | Fabien Grellier ‏  | 76                |
| 124               | Alan Jousseaume ‏  | 24                |
| 125               | دانيال أوس        | 43                |
| 126               | بيتر ساغان (طريق) | 49                |

| فريق الأرجنتين لركوب الدراجات للرجال‏ ARG | فريق الأرجنتين لركوب الدراجات للرجال‏ ARG | فريق الأرجنتين لركوب الدراجات للرجال‏ ARG |
| ---------------------------------------- | ---------------------------------------- | ---------------------------------------- |
| م                                        | عداء                                     | مرتبة                                    |
| 131                                      | ماكسيميليانو ريتشيزي                     | 95                                       |
| 132                                      | Tomás Contte ‏                            | مستبعد-4                                 |
| 133                                      | Marcos Méndez ‏                           | 125                                      |
| 134                                      | Franco López‏                             | 107                                      |
| 135                                      | Lukas Dundic ‏                            | 113                                      |
| 136                                      | Juan Rodríguez‏                           | لم يكمل السباق-4                         |

| فريق إيطاليا لركوب الدراجات للرجال‏ ITA | فريق إيطاليا لركوب الدراجات للرجال‏ ITA | فريق إيطاليا لركوب الدراجات للرجال‏ ITA |
| -------------------------------------- | -------------------------------------- | -------------------------------------- |
| م                                      | عداء                                   | مرتبة                                  |
| 141                                    | Davide Boscaro ‏                        | 117                                    |
| 142                                    | فرانشيسكو لامون                        | 110                                    |
| 143                                    | Mattia Pinazzi ‏                        | 101                                    |
| 144                                    | Michele Scartezzini ‏                   | 116                                    |
| 145                                    | Liam Bertazzo ‏                         | 115                                    |
| 146                                    | Manlio Moro ‏                           | 86                                     |

| مونيسيباليداد دي روسون-سوموس تودوس ‏ MRW | مونيسيباليداد دي روسون-سوموس تودوس ‏ MRW | مونيسيباليداد دي روسون-سوموس تودوس ‏ MRW |
| --------------------------------------- | --------------------------------------- | --------------------------------------- |
| م                                       | عداء                                    | مرتبة                                   |
| 151                                     | Rodrigo Díaz‏                            | 57                                      |
| 152                                     | Daniel Videla‏                           | 118                                     |
| 153                                     | Kevin Castro ‏                           | لم يكمل السباق-2                        |
| 154                                     | Marcelo Méndez‏                          | 120                                     |
| 155                                     | Sergio Aguirre‏                          | 122                                     |
| 156                                     | Pedro Gordillo‏                          | 132                                     |

| مونيسيباليداد دي بوسيتو ‏ EMP | مونيسيباليداد دي بوسيتو ‏ EMP | مونيسيباليداد دي بوسيتو ‏ EMP |
| ---------------------------- | ---------------------------- | ---------------------------- |
| م                            | عداء                         | مرتبة                        |
| 161                          | روبين راموس                  | لم يكمل السباق-3             |
| 162                          | خوسيه مارتين رييس‏            | 94                           |
| 163                          | Juan Melivilo‏                | 131                          |

| Agrupación Virgen de Fátima–San Juan Biker Motos ‏ AVF | Agrupación Virgen de Fátima–San Juan Biker Motos ‏ AVF | Agrupación Virgen de Fátima–San Juan Biker Motos ‏ AVF |
| ----------------------------------------------------- | ----------------------------------------------------- | ----------------------------------------------------- |
| م                                                     | عداء                                                  | مرتبة                                                 |
| 164                                                   | Leandro Velardez‏                                      | لم يكمل السباق-4                                      |

| مونيسيباليداد دي بوسيتو ‏ EMP | مونيسيباليداد دي بوسيتو ‏ EMP | مونيسيباليداد دي بوسيتو ‏ EMP |
| ---------------------------- | ---------------------------- | ---------------------------- |
| م                            | عداء                         | مرتبة                        |
| 165                          | Federico López‏               | 133                          |
| 166                          | Ricardo Escuela ‏             | 59                           |

| سينديكاتو دي إمبليدوس بوبليكوس دي سان خوان ‏ SEP | سينديكاتو دي إمبليدوس بوبليكوس دي سان خوان ‏ SEP | سينديكاتو دي إمبليدوس بوبليكوس دي سان خوان ‏ SEP |
| ----------------------------------------------- | ----------------------------------------------- | ----------------------------------------------- |
| م                                               | عداء                                            | مرتبة                                           |
| 171                                             | Juan Pablo Dotti ‏                               | 14                                              |
| 172                                             | نيكولاس باريديس                                 | 6                                               |
| 173                                             | Leonardo Cobarrubia ‏                            | لم يكمل السباق-6                                |
| 174                                             | Maximiliano Snihur‏                              | 96                                              |
| 175                                             | PER                                             | 99                                              |
| 176                                             | Mateo Kalejmann‏                                 | لم يكمل السباق-5                                |

| ترانسبورتيس بويرتاس دي كويو ‏ CTQ | ترانسبورتيس بويرتاس دي كويو ‏ CTQ | ترانسبورتيس بويرتاس دي كويو ‏ CTQ |
| -------------------------------- | -------------------------------- | -------------------------------- |
| م                                | عداء                             | مرتبة                            |
| 181                              | Emiliano Contreras ‏              | 114                              |
| 182                              | Leandro Messineo ‏                | 11                               |
| 183                              | Mauro Richeze ‏                   | 111                              |
| 184                              | بيدرو غونزاليس                   | لم يكمل السباق-2                 |
| 185                              | Dario Alvarez‏                    | لم يكمل السباق-2                 |
| 186                              | Alejandro Durán (cyclist) ‏       | 124                              |

| Gremios por el Deporte-Cutral Có ‏ EGD | Gremios por el Deporte-Cutral Có ‏ EGD | Gremios por el Deporte-Cutral Có ‏ EGD |
| ------------------------------------- | ------------------------------------- | ------------------------------------- |
| م                                     | عداء                                  | مرتبة                                 |
| 191                                   | لوريانو روساس ‏                        | 35                                    |
| 192                                   | إميليانو إيبارا                       | 63                                    |
| 193                                   | Maximiliano Navarrete ‏                | 102                                   |
| 194                                   | Alejandro Quilci‏                      | 105                                   |
| 195                                   | Mauricio Páez‏                         | 126                                   |
| 196                                   | Nicolás Traico‏                        | 82                                    |

| Agrupación Virgen de Fátima–San Juan Biker Motos ‏ AVF | Agrupación Virgen de Fátima–San Juan Biker Motos ‏ AVF | Agrupación Virgen de Fátima–San Juan Biker Motos ‏ AVF |
| ----------------------------------------------------- | ----------------------------------------------------- | ----------------------------------------------------- |
| م                                                     | عداء                                                  | مرتبة                                                 |
| 201                                                   | Gerardo Tivani ‏                                       | 103                                                   |
| 202                                                   | Daniel Juárez (cyclist) ‏                              | لم يكمل السباق-4                                      |
| 203                                                   | Franco Buchanan‏                                       | 28                                                    |
| 204                                                   | Mauricio Dominguez Campos‏                             | 104                                                   |
| 205                                                   | Wladimir Martínez‏                                     | 112                                                   |
| 206                                                   | أنخيل سانشيز ‏                                         | 54                                                    |

| ميديلين ‏ MED | ميديلين ‏ MED             | ميديلين ‏ MED |
| ------------ | ------------------------ | ------------ |
| م            | عداء                     | مرتبة        |
| 211          | فابيو دوارتي             | 71           |
| 212          | Javier Jamaica ‏          | 36           |
| 213          | أوسكار سبييا ريبيرا      | 21           |
| 214          | Victor Alejandro Ocampo ‏ | 83           |
| 215          | ميغل أنغل لوبز           | 1            |
| 216          | Brayan Sánchez ‏          | 22           |

| Team Banco Guayaquil–Bianchi ‏ TBG | Team Banco Guayaquil–Bianchi ‏ TBG | Team Banco Guayaquil–Bianchi ‏ TBG |
| --------------------------------- | --------------------------------- | --------------------------------- |
| م                                 | عداء                              | مرتبة                             |
| 221                               | Nixon Efrain Rosero‏               | 129                               |
| 222                               | Wilson Haro ‏                      | 47                                |
| 223                               | Alexis Quinteros ‏                 | لم يكمل السباق-4                  |
| 224                               | Carlos Alberto Gutiérrez ‏         | لم يكمل السباق-6                  |
| 225                               | كريستيان بيتا ‏                    | 121                               |
| 226                               | Cristhian Montoya ‏                | لم يكمل السباق-6                  |

| Panamá es Cultura y Valores ‏ PCV | Panamá es Cultura y Valores ‏ PCV | Panamá es Cultura y Valores ‏ PCV |
| -------------------------------- | -------------------------------- | -------------------------------- |
| م                                | عداء                             | مرتبة                            |
| 231                              | Franklin Archibold ‏              | 51                               |
| 232                              | Bolivar Espinosa ‏                | 100                              |
| 233                              | Alex Strah ‏                      | 91                               |
| 234                              | Yelko Gómez ‏                     | 119                              |
| 235                              | Bredio Ruiz ‏                     | 123                              |
| 236                              | Christofer Jurado ‏               | 79                               |

| فريق تشيلي لركوب الدراجات للرجال‏ CHI | فريق تشيلي لركوب الدراجات للرجال‏ CHI | فريق تشيلي لركوب الدراجات للرجال‏ CHI |
| ------------------------------------ | ------------------------------------ | ------------------------------------ |
| م                                    | عداء                                 | مرتبة                                |
| 241                                  | خوسيه لويس رودريغيز أغيلار           | 109                                  |
| 242                                  | Vicente Rojas ‏                       | 16                                   |
| 243                                  | Nicolás Cabrera ‏                     | 127                                  |
| 244                                  | Francisco Kotsakis ‏                  | 128                                  |
| 245                                  | Héctor Quintana ‏                     | 64                                   |
| 246                                  | Manuel Lira ‏                         | 108                                  |

| فريق الأوروغواي لركوب الدراجات للرجال‏ URU | فريق الأوروغواي لركوب الدراجات للرجال‏ URU | فريق الأوروغواي لركوب الدراجات للرجال‏ URU |
| ----------------------------------------- | ----------------------------------------- | ----------------------------------------- |
| م                                         | عداء                                      | مرتبة                                     |
| 251                                       | Eric Fagúndez ‏                            | 50                                        |
| 252                                       | فرناندو منديز ‏                            | لم يكمل السباق-4                          |
| 253                                       | Roderick Asconeguy ‏                       | 106                                       |
| 254                                       | Nahuel Soares‏                             | لم يكمل السباق-2                          |
| 255                                       | Juan Caorsi ‏                              | 130                                       |
| 256                                       | Nahuel Hernández‏                          | OTL-1                                     |

| Soudal Quick-Step SOQ | Soudal Quick-Step SOQ | Soudal Quick-Step SOQ |
| --------------------- | --------------------- | --------------------- |
| م                     | عداء                  | مرتبة                 |
| 1                     | رمكو أفينبول (طريق)   | 7                     |
| 2                     | جان هيرت              | 40                    |
| 3                     | فابيو جاكوبسن (طريق)  | 88                    |
| 4                     | يفيس لامارت           | 20                    |
| 5                     | مايكل موركوف          | 89                    |
| 6                     | بيتر سيري             | 62                    |

| Bora-Hansgrohe BOH | Bora-Hansgrohe BOH    | Bora-Hansgrohe BOH |
| ------------------ | --------------------- | ------------------ |
| م                  | عداء                  | مرتبة              |
| 11                 | سام بينيت             | 81                 |
| 12                 | سيرجيو هيغويتا (طريق) | 2                  |
| 13                 | يوناس كوخ             | 48                 |
| 14                 | Florian Lipowitz ‏     | 58                 |
| 15                 | ريان مولين            | 61                 |
| 16                 | داني فان بوبيل        | 60                 |

| Trek-Segafredo TFS | Trek-Segafredo TFS | Trek-Segafredo TFS |
| ------------------ | ------------------ | ------------------ |
| م                  | عداء               | مرتبة              |
| 21                 | جون ابرستوري       | 72                 |
| 22                 | داريو كاتالدو      | 77                 |
| 24                 | كوين سيمونز        | 10                 |
| 25                 | Antwan Tolhoek ‏    | 26                 |
| 26                 | Mathias Vacek ‏     | 29                 |

| Astana Qazaqstan Team AST | Astana Qazaqstan Team AST | Astana Qazaqstan Team AST |
| ------------------------- | ------------------------- | ------------------------- |
| م                         | عداء                      | مرتبة                     |
| 31                        | Gleb Syritsa ‏             | 98                        |
| 32                        | Yuriy Natarov ‏            | 27                        |
| 33                        | Harold Tejada ‏            | 18                        |
| 34                        | يفغيني جيديتش             | 87                        |
| 35                        | Harold Martín López ‏      | 38                        |
| 36                        | أندري زيتز                | 31                        |

| Movistar Team MOV | Movistar Team MOV       | Movistar Team MOV |
| ----------------- | ----------------------- | ----------------- |
| م                 | عداء                    | مرتبة             |
| 41                | فرناندو جافيريا         | 56                |
| 42                | Abner González ‏         | 17                |
| 43                | Oier Lazkano ‏           | 13                |
| 44                | Vinícius Rangel ‏ (طريق) | 46                |
| 45                | إينر روبيو              | 3                 |
| 46                | ألبرت توريس             | 45                |

| Team DSM DSM | Team DSM DSM             | Team DSM DSM |
| ------------ | ------------------------ | ------------ |
| م            | عداء                     | مرتبة        |
| 51           | Tobias Lund Andresen ‏    | 42           |
| 52           | Marco Brenner ‏           | 39           |
| 53           | Jonas Iversby Hvideberg ‏ | 41           |
| 54           | Niklas Märkl ‏            | 37           |
| 55           | Kevin Vermaerke ‏         | 8            |
| 56           | سام ويلسفورد             | 90           |

| Ineos Grenadiers IGD | Ineos Grenadiers IGD | Ineos Grenadiers IGD |
| -------------------- | -------------------- | -------------------- |
| م                    | عداء                 | مرتبة                |
| 61                   | إيغان بيرنال         | لم يكمل السباق-6     |
| 62                   | فيليبو غانا          | 1                    |
| 63                   | جوناتان نارفيز       | لم يكمل السباق-2     |
| 64                   | دانييل مارتينيز      | 25                   |
| 65                   | براندون ريفيرا ‏      | 5                    |
| 66                   | إيليا فيفياني        | 84                   |

| Israel-Premier Tech IPT | Israel-Premier Tech IPT | Israel-Premier Tech IPT |
| ----------------------- | ----------------------- | ----------------------- |
| م                       | عداء                    | مرتبة                   |
| 71                      | Marco Frigo ‏            | 19                      |
| 72                      | جياكومو نيزولو          | 67                      |
| 73                      | Jens Reynders ‏          | 73                      |
| 74                      | Matthew Riccitello ‏     | 9                       |
| 75                      | ستيفن وليامز            | لم يبدأ-4               |
| 76                      | ريك تسابل               | 70                      |

| إيولو كوميت ‏ EOK | إيولو كوميت ‏ EOK     | إيولو كوميت ‏ EOK |
| ---------------- | -------------------- | ---------------- |
| م                | عداء                 | مرتبة            |
| 81               | Davide Bais ‏         | 93               |
| 82               | بيترو بيفيلاكوا      | 85               |
| 83               | Erik Fetter ‏         | 32               |
| 84               | Giovanni Lonardi ‏    | 75               |
| 85               | Simone Raccani ‏      | 97               |
| 86               | Diego Pablo Sevilla ‏ | 44               |

| Green Project-Bardiani CSF-Faizanè BCF | Green Project-Bardiani CSF-Faizanè BCF | Green Project-Bardiani CSF-Faizanè BCF |
| -------------------------------------- | -------------------------------------- | -------------------------------------- |
| م                                      | عداء                                   | مرتبة                                  |
| 91                                     | Iker Bonillo ‏                          | 69                                     |
| 92                                     | Filippo Magli ‏                         | 23                                     |
| 93                                     | Mattia Petrucci ‏                       | 30                                     |
| 94                                     | Alessandro Santaromita ‏                | 53                                     |
| 95                                     | Manuele Tarozzi ‏                       | 33                                     |
| 96                                     | Enrico Zanoncello ‏                     | 68                                     |

| Team Solution Tech–Vini Fantini ‏ COR | Team Solution Tech–Vini Fantini ‏ COR | Team Solution Tech–Vini Fantini ‏ COR |
| ------------------------------------ | ------------------------------------ | ------------------------------------ |
| م                                    | عداء                                 | مرتبة                                |
| 101                                  | أتيليو فيفياني ‏                      | 74                                   |
| 102                                  | Stefano Gandin ‏                      | 65                                   |
| 103                                  | Alexander Konychev ‏                  | 34                                   |
| 104                                  | Veljko Stojnić ‏                      | لم يكمل السباق-2                     |
| 105                                  | Charlie Quarterman ‏                  | لم يكمل السباق-2                     |
| 106                                  | Nicolás Tivani ‏                      | 12                                   |

| AP Hotels & Resorts–Tavira–SC Farense ‏ ATF | AP Hotels & Resorts–Tavira–SC Farense ‏ ATF | AP Hotels & Resorts–Tavira–SC Farense ‏ ATF |
| ------------------------------------------ | ------------------------------------------ | ------------------------------------------ |
| م                                          | عداء                                       | مرتبة                                      |
| 111                                        | ديليو فرنانديز كروز                        | 52                                         |
| 112                                        | Álvaro Trueba ‏                             | لم يكمل السباق-2                           |
| 113                                        | Venceslau Fernandes ‏                       | 55                                         |
| 114                                        | Rúben Simão‏                                | 92                                         |
| 115                                        | Rafael Lourenço ‏                           | 66                                         |
| 116                                        | كارلوس سالغيرو ‏                            | 78                                         |

| TotalEnergies TEN | TotalEnergies TEN | TotalEnergies TEN |
| ----------------- | ----------------- | ----------------- |
| م                 | عداء              | مرتبة             |
| 121               | ماسيج بودنار      | 80                |
| 122               | Steff Cras ‏       | 15                |
| 123               | Fabien Grellier ‏  | 76                |
| 124               | Alan Jousseaume ‏  | 24                |
| 125               | دانيال أوس        | 43                |
| 126               | بيتر ساغان (طريق) | 49                |

| فريق الأرجنتين لركوب الدراجات للرجال‏ ARG | فريق الأرجنتين لركوب الدراجات للرجال‏ ARG | فريق الأرجنتين لركوب الدراجات للرجال‏ ARG |
| ---------------------------------------- | ---------------------------------------- | ---------------------------------------- |
| م                                        | عداء                                     | مرتبة                                    |
| 131                                      | ماكسيميليانو ريتشيزي                     | 95                                       |
| 132                                      | Tomás Contte ‏                            | مستبعد-4                                 |
| 133                                      | Marcos Méndez ‏                           | 125                                      |
| 134                                      | Franco López‏                             | 107                                      |
| 135                                      | Lukas Dundic ‏                            | 113                                      |
| 136                                      | Juan Rodríguez‏                           | لم يكمل السباق-4                         |

| فريق إيطاليا لركوب الدراجات للرجال‏ ITA | فريق إيطاليا لركوب الدراجات للرجال‏ ITA | فريق إيطاليا لركوب الدراجات للرجال‏ ITA |
| -------------------------------------- | -------------------------------------- | -------------------------------------- |
| م                                      | عداء                                   | مرتبة                                  |
| 141                                    | Davide Boscaro ‏                        | 117                                    |
| 142                                    | فرانشيسكو لامون                        | 110                                    |
| 143                                    | Mattia Pinazzi ‏                        | 101                                    |
| 144                                    | Michele Scartezzini ‏                   | 116                                    |
| 145                                    | Liam Bertazzo ‏                         | 115                                    |
| 146                                    | Manlio Moro ‏                           | 86                                     |

| مونيسيباليداد دي روسون-سوموس تودوس ‏ MRW | مونيسيباليداد دي روسون-سوموس تودوس ‏ MRW | مونيسيباليداد دي روسون-سوموس تودوس ‏ MRW |
| --------------------------------------- | --------------------------------------- | --------------------------------------- |
| م                                       | عداء                                    | مرتبة                                   |
| 151                                     | Rodrigo Díaz‏                            | 57                                      |
| 152                                     | Daniel Videla‏                           | 118                                     |
| 153                                     | Kevin Castro ‏                           | لم يكمل السباق-2                        |
| 154                                     | Marcelo Méndez‏                          | 120                                     |
| 155                                     | Sergio Aguirre‏                          | 122                                     |
| 156                                     | Pedro Gordillo‏                          | 132                                     |

| مونيسيباليداد دي بوسيتو ‏ EMP | مونيسيباليداد دي بوسيتو ‏ EMP | مونيسيباليداد دي بوسيتو ‏ EMP |
| ---------------------------- | ---------------------------- | ---------------------------- |
| م                            | عداء                         | مرتبة                        |
| 161                          | روبين راموس                  | لم يكمل السباق-3             |
| 162                          | خوسيه مارتين رييس‏            | 94                           |
| 163                          | Juan Melivilo‏                | 131                          |

| Agrupación Virgen de Fátima–San Juan Biker Motos ‏ AVF | Agrupación Virgen de Fátima–San Juan Biker Motos ‏ AVF | Agrupación Virgen de Fátima–San Juan Biker Motos ‏ AVF |
| ----------------------------------------------------- | ----------------------------------------------------- | ----------------------------------------------------- |
| م                                                     | عداء                                                  | مرتبة                                                 |
| 164                                                   | Leandro Velardez‏                                      | لم يكمل السباق-4                                      |

| مونيسيباليداد دي بوسيتو ‏ EMP | مونيسيباليداد دي بوسيتو ‏ EMP | مونيسيباليداد دي بوسيتو ‏ EMP |
| ---------------------------- | ---------------------------- | ---------------------------- |
| م                            | عداء                         | مرتبة                        |
| 165                          | Federico López‏               | 133                          |
| 166                          | Ricardo Escuela ‏             | 59                           |

| سينديكاتو دي إمبليدوس بوبليكوس دي سان خوان ‏ SEP | سينديكاتو دي إمبليدوس بوبليكوس دي سان خوان ‏ SEP | سينديكاتو دي إمبليدوس بوبليكوس دي سان خوان ‏ SEP |
| ----------------------------------------------- | ----------------------------------------------- | ----------------------------------------------- |
| م                                               | عداء                                            | مرتبة                                           |
| 171                                             | Juan Pablo Dotti ‏                               | 14                                              |
| 172                                             | نيكولاس باريديس                                 | 6                                               |
| 173                                             | Leonardo Cobarrubia ‏                            | لم يكمل السباق-6                                |
| 174                                             | Maximiliano Snihur‏                              | 96                                              |
| 175                                             | PER                                             | 99                                              |
| 176                                             | Mateo Kalejmann‏                                 | لم يكمل السباق-5                                |

| ترانسبورتيس بويرتاس دي كويو ‏ CTQ | ترانسبورتيس بويرتاس دي كويو ‏ CTQ | ترانسبورتيس بويرتاس دي كويو ‏ CTQ |
| -------------------------------- | -------------------------------- | -------------------------------- |
| م                                | عداء                             | مرتبة                            |
| 181                              | Emiliano Contreras ‏              | 114                              |
| 182                              | Leandro Messineo ‏                | 11                               |
| 183                              | Mauro Richeze ‏                   | 111                              |
| 184                              | بيدرو غونزاليس                   | لم يكمل السباق-2                 |
| 185                              | Dario Alvarez‏                    | لم يكمل السباق-2                 |
| 186                              | Alejandro Durán (cyclist) ‏       | 124                              |

| Gremios por el Deporte-Cutral Có ‏ EGD | Gremios por el Deporte-Cutral Có ‏ EGD | Gremios por el Deporte-Cutral Có ‏ EGD |
| ------------------------------------- | ------------------------------------- | ------------------------------------- |
| م                                     | عداء                                  | مرتبة                                 |
| 191                                   | لوريانو روساس ‏                        | 35                                    |
| 192                                   | إميليانو إيبارا                       | 63                                    |
| 193                                   | Maximiliano Navarrete ‏                | 102                                   |
| 194                                   | Alejandro Quilci‏                      | 105                                   |
| 195                                   | Mauricio Páez‏                         | 126                                   |
| 196                                   | Nicolás Traico‏                        | 82                                    |

| Agrupación Virgen de Fátima–San Juan Biker Motos ‏ AVF | Agrupación Virgen de Fátima–San Juan Biker Motos ‏ AVF | Agrupación Virgen de Fátima–San Juan Biker Motos ‏ AVF |
| ----------------------------------------------------- | ----------------------------------------------------- | ----------------------------------------------------- |
| م                                                     | عداء                                                  | مرتبة                                                 |
| 201                                                   | Gerardo Tivani ‏                                       | 103                                                   |
| 202                                                   | Daniel Juárez (cyclist) ‏                              | لم يكمل السباق-4                                      |
| 203                                                   | Franco Buchanan‏                                       | 28                                                    |
| 204                                                   | Mauricio Dominguez Campos‏                             | 104                                                   |
| 205                                                   | Wladimir Martínez‏                                     | 112                                                   |
| 206                                                   | أنخيل سانشيز ‏                                         | 54                                                    |

| ميديلين ‏ MED | ميديلين ‏ MED             | ميديلين ‏ MED |
| ------------ | ------------------------ | ------------ |
| م            | عداء                     | مرتبة        |
| 211          | فابيو دوارتي             | 71           |
| 212          | Javier Jamaica ‏          | 36           |
| 213          | أوسكار سبييا ريبيرا      | 21           |
| 214          | Victor Alejandro Ocampo ‏ | 83           |
| 215          | ميغل أنغل لوبز           | 1            |
| 216          | Brayan Sánchez ‏          | 22           |

| Team Banco Guayaquil–Bianchi ‏ TBG | Team Banco Guayaquil–Bianchi ‏ TBG | Team Banco Guayaquil–Bianchi ‏ TBG |
| --------------------------------- | --------------------------------- | --------------------------------- |
| م                                 | عداء                              | مرتبة                             |
| 221                               | Nixon Efrain Rosero‏               | 129                               |
| 222                               | Wilson Haro ‏                      | 47                                |
| 223                               | Alexis Quinteros ‏                 | لم يكمل السباق-4                  |
| 224                               | Carlos Alberto Gutiérrez ‏         | لم يكمل السباق-6                  |
| 225                               | كريستيان بيتا ‏                    | 121                               |
| 226                               | Cristhian Montoya ‏                | لم يكمل السباق-6                  |

| Panamá es Cultura y Valores ‏ PCV | Panamá es Cultura y Valores ‏ PCV | Panamá es Cultura y Valores ‏ PCV |
| -------------------------------- | -------------------------------- | -------------------------------- |
| م                                | عداء                             | مرتبة                            |
| 231                              | Franklin Archibold ‏              | 51                               |
| 232                              | Bolivar Espinosa ‏                | 100                              |
| 233                              | Alex Strah ‏                      | 91                               |
| 234                              | Yelko Gómez ‏                     | 119                              |
| 235                              | Bredio Ruiz ‏                     | 123                              |
| 236                              | Christofer Jurado ‏               | 79                               |

| فريق تشيلي لركوب الدراجات للرجال‏ CHI | فريق تشيلي لركوب الدراجات للرجال‏ CHI | فريق تشيلي لركوب الدراجات للرجال‏ CHI |
| ------------------------------------ | ------------------------------------ | ------------------------------------ |
| م                                    | عداء                                 | مرتبة                                |
| 241                                  | خوسيه لويس رودريغيز أغيلار           | 109                                  |
| 242                                  | Vicente Rojas ‏                       | 16                                   |
| 243                                  | Nicolás Cabrera ‏                     | 127                                  |
| 244                                  | Francisco Kotsakis ‏                  | 128                                  |
| 245                                  | Héctor Quintana ‏                     | 64                                   |
| 246                                  | Manuel Lira ‏                         | 108                                  |

| فريق الأوروغواي لركوب الدراجات للرجال‏ URU | فريق الأوروغواي لركوب الدراجات للرجال‏ URU | فريق الأوروغواي لركوب الدراجات للرجال‏ URU |
| ----------------------------------------- | ----------------------------------------- | ----------------------------------------- |
| م                                         | عداء                                      | مرتبة                                     |
| 251                                       | Eric Fagúndez ‏                            | 50                                        |
| 252                                       | فرناندو منديز ‏                            | لم يكمل السباق-4                          |
| 253                                       | Roderick Asconeguy ‏                       | 106                                       |
| 254                                       | Nahuel Soares‏                             | لم يكمل السباق-2                          |
| 255                                       | Juan Caorsi ‏                              | 130                                       |
| 256                                       | Nahuel Hernández‏                          | OTL-1                                     |

## التصنيف العام النهائي
| التصنيف العام         | التصنيف العام       | التصنيف العام                               | التصنيف العام  | التصنيف العام |
| العداء                | العداء              | الفريق                                      | الوقت          |               |
| --------------------- | ------------------- | ------------------------------------------- | -------------- | ------------- |
| 1                     | ميغل أنغل لوبز      | ميديلين ‏                                    | 25 س 40 د 57 ث |               |
| 2                     | فيليبو غانا         | Ineos Grenadiers                            | + 30 ث         |               |
| 3                     | سيرجيو هيغويتا      | بورا هانسغروه                               | + 44 ث         |               |
| 4                     | إينر روبيو          | موفيستار                                    | + 50 ث         |               |
| 5                     | براندون ريفيرا ‏     | Ineos Grenadiers                            | + 1 د 01 ث     |               |
| 6                     | نيكولاس باريديس     | سينديكاتو دي إمبليدوس بوبليكوس دي سان خوان ‏ | + 1 د 19 ث     |               |
| 7                     | رمكو أفينبول        | Soudal Quick-Step                           | + 1 د 19 ث     |               |
| 8                     | Kevin Vermaerke ‏    | Team DSM                                    | + 1 د 30 ث     |               |
| 9                     | Matthew Riccitello ‏ | Israel-Premier Tech                         | + 1 د 41 ث     |               |
| 10                    | كوين سيمونز         | تريك سيغافريدو                              | + 1 د 46 ث     |               |
| 11                    | Leandro Messineo ‏   | ترانسبورتيس بويرتاس دي كويو ‏                | + 1 د 56 ث     |               |
| 12                    | Nicolás Tivani ‏     | Team Solution Tech–Vini Fantini ‏            | + 1 د 59 ث     |               |
| 13                    | Oier Lazkano ‏       | موفيستار                                    | + 2 د 00 ث     |               |
| 14                    | Juan Pablo Dotti ‏   | سينديكاتو دي إمبليدوس بوبليكوس دي سان خوان ‏ | + 2 د 05 ث     |               |
| 15                    | Steff Cras ‏         | TotalEnergies                               | + 2 د 11 ث     |               |
| 16                    | Vicente Rojas ‏      | فريق تشيلي لركوب الدراجات للرجال ‏           | + 2 د 12 ث     |               |
| 17                    | Abner González ‏     | موفيستار                                    | + 2 د 12 ث     |               |
| 18                    | Harold Tejada ‏      | Astana Qazaqstan Team                       | + 2 د 16 ث     |               |
| 19                    | Marco Frigo ‏        | Israel-Premier Tech                         | + 2 د 18 ث     |               |
| 20                    | يفيس لامارت         | Soudal Quick-Step                           | + 2 د 28 ث     |               |
|                       |                     |                                             |                |               |
| مصدر: ProCyclingStats |                     |                                             |                |               |

### تصنيف الجبال
| تصنيف الجبال          | تصنيف الجبال        | تصنيف الجبال                                | تصنيف الجبال | تصنيف الجبال |
| العداء                | العداء              | الفريق                                      | النقاط       |              |
| --------------------- | ------------------- | ------------------------------------------- | ------------ | ------------ |
| 1                     | Manuele Tarozzi ‏    | Green Project-Bardiani CSF-Faizanè          | 24 نقطة      |              |
| 2                     | Christofer Jurado ‏  | Panamá es Cultura y Valores ‏                | 19 نقطة      |              |
| 3                     | Juan Pablo Dotti ‏   | سينديكاتو دي إمبليدوس بوبليكوس دي سان خوان ‏ | 14 نقطة      |              |
| 4                     | ميغل أنغل لوبز      | ميديلين ‏                                    | 10 نقطة      |              |
| 5                     | فيليبو غانا         | Ineos Grenadiers                            | 8 نقطة       |              |
| 6                     | Marcos Méndez ‏      | فريق الأرجنتين لركوب الدراجات للرجال ‏       | 8 نقطة       |              |
| 7                     | سيرجيو هيغويتا      | بورا هانسغروه                               | 6 نقطة       |              |
| 8                     | Stefano Gandin ‏     | Team Solution Tech–Vini Fantini ‏            | 6 نقطة       |              |
| 9                     | Emiliano Contreras ‏ | ترانسبورتيس بويرتاس دي كويو ‏                | 4 نقطة       |              |
| 10                    | Leandro Messineo ‏   | ترانسبورتيس بويرتاس دي كويو ‏                | 4 نقطة       |              |
|                       |                     |                                             |              |              |
| مصدر: ProCyclingStats |                     |                                             |              |              |

## تصنيف الفرق

### الفرق حسب الوقت
| تصنيف الفرق حسب الوقت | تصنيف الفرق حسب الوقت              | تصنيف الفرق حسب الوقت | تصنيف الفرق حسب الوقت |
| الفريق                | الفريق                             | الوقت                 |                       |
| --------------------- | ---------------------------------- | --------------------- | --------------------- |
| 1                     | Ineos Grenadiers                   | 77 س 05 د 22 ث        |                       |
| 2                     | Movistar Team                      | + 2 د 20 ث            |                       |
| 3                     | ميديلين ‏                           | + 3 د 04 ث            |                       |
| 4                     | Soudal Quick-Step                  | + 4 د 05 ث            |                       |
| 5                     | Green Project-Bardiani CSF-Faizanè | + 5 د 21 ث            |                       |
|                       |                                    |                       |                       |
| مصدر: ProCyclingStats |                                    |                       |                       |

## تصانيف فرعية

### تصنيف أفضل شاب
| تصنيف أفضل شاب        | تصنيف أفضل شاب        | تصنيف أفضل شاب                      | تصنيف أفضل شاب | تصنيف أفضل شاب |
| العداء                | العداء                | الفريق                              | الوقت          |                |
| --------------------- | --------------------- | ----------------------------------- | -------------- | -------------- |
| 1                     | Matthew Riccitello ‏   | Israel-Premier Tech                 | 25 س 42 د 38 ث |                |
| 2                     | كوين سيمونز           | تريك سيغافريدو                      | + 5 ث          |                |
| 3                     | Vicente Rojas ‏        | فريق تشيلي لركوب الدراجات للرجال ‏   | + 31 ث         |                |
| 4                     | Mathias Vacek ‏        | تريك سيغافريدو                      | + 2 د 41 ث     |                |
| 5                     | Marco Brenner ‏        | Team DSM                            | + 7 د 29 ث     |                |
| 6                     | Tobias Lund Andresen ‏ | Team DSM                            | + 9 د 04 ث     |                |
| 7                     | Vinícius Rangel ‏      | موفيستار                            | + 12 د 24 ث    |                |
| 8                     | Rodrigo Díaz ‏         | مونيسيباليداد دي روسون-سوموس تودوس ‏ | + 19 د 42 ث    |                |
| 9                     | Héctor Quintana ‏      | فريق تشيلي لركوب الدراجات للرجال ‏   | + 23 د 17 ث    |                |
| 10                    | Iker Bonillo ‏         | Green Project-Bardiani CSF-Faizanè  | + 27 د 40 ث    |                |
|                       |                       |                                     |                |                |
| مصدر: ProCyclingStats |                       |                                     |                |                |

## وصلات خارجية
- الموقع الرسمي
- لمحة عن سباق فولتا سان خوان 2023 على موقع  ProCyclingStats   (برو  سايكلنج  ستاتس) - إحصاءات  محترفي  الدراجات.
- فولتا سان خوان 2023 على موقع إحصائيات الدراجات الإحترافية (الإنجليزية)